# Kvalspelet till världsmästerskapet i handboll för herrar 2007
De 24 nationerna i VM i handboll för herrar 2007 kvalade in i kvalificeringsturneringar i respektive regionförbund under perioden 3 januari till 18 juni 2006.
- Europa 13 platser, varav två gick till Tyskland (värdnation) och Spanien (regerande mästare).
- Afrika 4 platser
- Asien och  Amerika (Nord och Syd) 3 platser vardera
- Oceanien 1 plats

## Afrikanska VM-kvalet
Afrikanska mästerskapet i handboll 2006 spelades i Tunisien. De fyra främsta lagen i turneringen kvalificerade sig till VM 2007.
Bronsmatch, 19 januari 2006:
Marocko - Angola 26-25
Final, 20 januari 2006:
Tunisien - Egypten 26-21
- Angola
- Egypten
- Marocko
- Tunisien

För närmare information om hela det afrikanska VM-kvalet, se Afrikanska mästerskapet i handboll 2006

## Amerikanska VM-kvalet
Amerikas tre platser fördelades genom Pan-Amerikanska mästerskapet i handboll 2006, vilket spelades i Aracaju i Brasilien mellan 6 och 10 juni. Brasilien och Argentina kvalificerade sig efter att ha vunnit sina semifinaler mot Förenta Staterna (39-16) respektive Grönland (32-18). Grönland vann sedan bronsmatchen mot Förenta Staterna med 29-30 och kvalificerade sig därmed till VM. I finalen, som saknade betydelse för fördelningen av VM-platser besegrade Brasilien Argentina med 28-23.
De tre bästa i Pan-Amerikanska mästerskapet i handboll 2006 kvalificerade sig till VM 2007:
- Brasilien
- Argentina
- Grönland

För närmare information om hela det amerikanska VM-kvalet, se Pan-Amerikanska mästerskapet i handboll 2006

## Asiatiska VM-kvalet
Det asiatiska kvalspelet avgjordes genom det asiatiska mästerskapet som spelades i Thailand mellan 12 februari och 21 februari 2006. Kuwait och Sydkorea kvalificerade sig till VM efter att de vunnit sina respektive semifinaler. Qatar besegrade Iran med 21–20 i bronsmatchen och kvalificerade sig därmed för VM.
De tre bästa i Asiatiska handbollsmästerskapet 2006 kvalificerade sig till VM 2007
- Kuwait
- Sydkorea
- Qatar

För närmare information om hela det asiatiska VM-kvalet, se Asiatiska mästerskapet i handboll 2006

## Europeiska VM-kvalet
- Europas deltagare i VM (13)

Direktkvalificerade
- Värdland: Tyskland
- Regerande världsmästare: Spanien
- Övriga direktkvalificerade: Frankrike, Kroatien och Danmark var direktkvalificerade till VM efter att de kommit på de tre bästa platserna i EM 2006.

De tre bästa i EM 2006 i Schweiz (Danmark , Spanien och Frankrike) var direktkvalificerade till VM. Övriga lag i EM 2006 gick direkt till playoff. De lagen som inte deltog i EM 2006 fick kvala i kvalgrupper och det bästa laget i varje grupp gick sedan vidare till playoff.

### Kvalgrupper
- Grupp 1: Grekland, Bosnien och Hercegovina, Nederländerna, Italien
- Grupp 2: Österrike, Finland, Israel, Bulgarien
- Grupp 3: Tjeckien, Makedonien ,Estland, Cypern
- Grupp 4: Rumänien, Litauen, Lettland, Luxemburg
- Grupp 5: Sverige, Vitryssland, Turkiet, Belgien

För närmare information om hela det europeiska VM-kvalet, se Världsmästerskapet i handboll 2007 - Kvalificering Europa

## Oceaniska VM-kvalet
- Vinnare: Australien

Kvalturneringen spelades i Sydney i Australien mellan den 22 och 24 maj.
Tabell
| Lag         | S | V | O | F | GM  | IM | MS  | P |
| ----------- | - | - | - | - | --- | -- | --- | - |
| Australien  | 2 | 2 | 0 | 0 | 104 | 19 | +85 | 4 |
| Nya Zeeland | 2 | 1 | 0 | 1 | 50  | 53 | −3  | 2 |
| Cooköarna   | 2 | 0 | 0 | 2 | 17  | 99 | −82 | 0 |

Resultat
| 1 | 22 juni 2006 | Australien | 41 – 14 | Nya Zeeland |  |  |
|   |              |            |         |             |  |  |
|   |              |            |         |             |  |  |
|   |              |            |         |             |  |  |

| 2 | 23 juni 2006 | Cooköarna | 5 – 63 | Australien |  |  |
|   |              |           |        |            |  |  |
|   |              |           |        |            |  |  |
|   |              |           |        |            |  |  |

| 3 | 24 juni 2006 | Nya Zeeland | 36 – 12 | Cooköarna |  |  |
|   |              |             |         |           |  |  |
|   |              |             |         |           |  |  |
|   |              |             |         |           |  |  |